# Drechslers zweite Chance
Drechslers zweite Chance ist eine 2004 von Regisseur Jobst Oetzmann für den Westdeutschen Rundfunk inszenierte Tragikomödie.

## Handlung
Der Dortmunder Abschleppunternehmer Sebastian Drechsler kennt keine Gnade mit Falschparkern, und am allerwenigsten mit Parksünder Novak. Dem Privatdetektiv und ehemaligen Polizisten Novak gibt der ehemalige Polizist Drechsler eine Mitschuld am Tod seiner Frau Tanja, ebenfalls Polizistin, bei einer drei Jahre zurückliegenden Schießerei. Drechslers Freund, der Polizist Budde, versorgt ihn gegen „Provision“ mit Tipps und Blankostrafzetteln.
Eines Tages läuft ihm die Dänin Iben Ameland mit ihrem siebenjährigen Sohn Milan über den Weg. Drechsler rettet dem Jungen bei einem Sturz vom Dach das Leben. Iben Ameland hat sich auf der Flucht vor ihrem Mann in einer Pension eingemietet. Ausgerechnet Privatdetektiv Novak wird von Henry Ameland mit der Suche nach seiner Frau und Milan beauftragt. Novak macht die Pension ausfindig, doch Iben und Milan können im letzten Moment noch entwischen. Auf der Flucht verstecken sie sich in Drechslers LKW. Widerwillig nimmt sie der stets übelgelaunte Drechsler mit nach Hause. Durch Zufall entdeckt Novak, dass die Amelands bei Drechsler Unterschlupf gefunden haben und informierte Henry. Anderntags trifft Henry beim Eislaufen anlässlich Milans Geburtstag auf Iben und Milan. Er bittet Iben inständig zu ihm zurückzukehren, doch Iben weigert sich. Es kommt schließlich vor den Augen des verstörten Milan zu einem Handgemenge zwischen seinen Eltern. Drechsler, der Augenzeuge der Auseinandersetzung ist, beschließt daraufhin, dem Jungen eine Trennung seiner Eltern zu ersparen. Mit Hilfe von Novak fädelt er am folgenden Morgen eine Begegnung von Iben und Henry ein. Der Plan gelingt und es kommt tatsächlich zu einer Versöhnung zwischen Iben und Henry.
Abschließend macht Drechsler seinen Frieden mit Novak, außerdem verliebt er sich in Kneipenbesitzerin Jenny, die schon immer eine Schwäche für ihn hatte. Erstmals seit Tanjas Tod, über den er nun endlich hinweggekommen ist, spielt er mit seinem Kumpel Budde wieder Bowling.

## Kritik
„Gut inszenierte tragikomische Liebes- und Freundschaftsgeschichte, die vor allem von den beiden perfekt aufeinander eingestellten männlichen Hauptdarstellern lebt.“

„Bei dieser Tragikomödie um Vergangenheitsbewältigung von Regisseur Jobst Oetzmann […] handelt es sich um einen Glücksfall im meist faden TV-Einerlei: ein sensible Geschichte, starke Darsteller – etwa Joachim Król als Polizist und Kumpel – und eine gelungene Umsetzung.“

## Drehorte
Der Film entstand in den beiden Großstädten Köln und Dortmund in Nordrhein-Westfalen.